# Завидо-Борзенка
Завидо-Борзенка (укр. Завидо-Борзенка) — село на Украине, находится в Добропольском районе Донецкой области.
Код КОАТУУ — 1422084403. Население по переписи 2001 года составляет 208 человек. Почтовый индекс — 85030. Телефонный код — 6277.

## Адрес местного совета
85030, Донецкая область, Добропольский р-н, с. Криворожье, ул.Советська, 101, 9-51-86